# Ibolya Tibor
Ibolya Tibor Béla (Szentes, 1967. október 8. –) jogász, ügyész, címzetes egyetemi tanár, a Károli Gáspár Református Egyetem Állam- és Jogtudományi Karának kriminalisztika oktatója. A bűnügyi szakjogász képzésben is aktívan részt vesz. Több szakmai folyóiratban jelentek már meg írásai. 2012. július 1-től 2022. július 7-ig a Fővárosi Főügyészséget vezette. 2022. július 8-tól a legfőbb ügyész büntetőjogi helyettese.

## Tanulmányai
1994-ben, a szegedi József Attila Tudományegyetem Állam- és Jogtudományi Karán szerzett jogi diplomát. PhD dolgozatát az 1907-ben vándorcigányok által elkövetett dánosi rablógyilkosságról írja.
2003-ban a ELTE Jogi Továbbképző Intézetben gazdasági büntetőjogi szakjogász, majd 2007-ben a Pázmány Péter Katolikus Egyetem Jog- és Államtudományi Kar Deák Ferenc Továbbképző Intézetében kriminalisztikai szakjogász végzettséget szerzett.

## Közéleti pályafutása
Az egyetem elvégzése után, 1994. március 1-től 2002-ig a Budapesti VI. és VII. kerületi Ügyészségen dolgozott, mint fogalmazó, majd ügyész. 2002-től kerületi vezető helyettes ügyésszé léptették elő.
2005 és 2011 között a Budapesti IV. és XV. kerületi Ügyészség vezetője volt.
2010 decemberétől a Legfőbb Ügyészség kabinetjében volt büntetőjogi referens, majd főosztályvezető-helyettes ügyész.
2012. július 1-én, Ihász Sándor távozása után Polt Péter legfőbb ügyész a Fővárosi Főügyészség vezetésével bízta meg. 2013. december 1-én nevezték ki határozatlan időre, 2022. július 7-éig töltötte be hivatalát.
2022. július 8-tól a legfőbb ügyész büntetőjogi helyettese.

## Magánélete
Nős, felesége pedagógus. Három gyermek édesapja. Hobbija az olvasás és a rock zene, nagy AC/DC rajongó.

## Művei
- A puding próbája, avagy büntetőeljárás a gyakorlatban. Ügyészek Lapja 2003/6. szám. (Hozzáférés: 2016. február 16.)
- A gépjármű-finanszírozással kapcsolatos bűncselekmények nyomozásáról. Rendészeti Szemle, 2008/11. szám. [2016. március 12-i dátummal az eredetiből archiválva]. (Hozzáférés: 2016. február 13.)
- Egy erőszakos közösülés nyomozása és annak tanulságai. Rendészeti Szemle, 2010/3. szám. [2016. január 19-i dátummal az eredetiből archiválva]. (Hozzáférés: 2016. február 13.)
- A hűtlen kezelés nyomozása és bizonyítása. Belügyi Szemle, 2010/10. szám. [2016. március 12-i dátummal az eredetiből archiválva]. (Hozzáférés: 2016. február 13.)
- A torrentrazziák büntetőjogi megítélése. Belügyi Szemle, 2011/2. szám. [2016. március 12-i dátummal az eredetiből archiválva]. (Hozzáférés: 2016. február 13.)
- Az ügyészi hivatás etikájának alapjai. Ügyészek Lapja, 2011/3. szám. [2016. január 19-i dátummal az eredetiből archiválva]. (Hozzáférés: 2016. február 13.)
- A számítástechnikai jellegű bűncselekmények nyomozása (Tansegédlet). Budapest: Patrocinium Kiadó (2012). ISBN 9786155107764
- A kriminalisztika első magyar tankönyve és szerzője. Ügyészek Lapja, 2012/2. szám. [2016. március 12-i dátummal az eredetiből archiválva]. (Hozzáférés: 2016. február 13.)
- A daktiloszkópia és a dánosi rablógyilkosság. Jogtörténeti Szemle 2013/2. szám. (Hozzáférés: 2016. február 16.)
- A dánosi rablógyilkosok védelme és védőügyvédei. Ügyvédek Lapja, 2013. november-december. [2016. március 12-i dátummal az eredetiből archiválva]. (Hozzáférés: 2016. február 13.)
- A dánosi rablógyilkosság a népi emlékezetben. 80 Studia in Honorem Tamás Jakucs. Szerkesztették: Deres Petronella-Domokos Andrea. Károli Gáspár Református Egyetem Állam-és Jogtudományi Kar Budapest, 2013. [2016. március 12-i dátummal az eredetiből archiválva]. (Hozzáférés: 2016. február 13.)
- Tények és tévedések – Dános. 65 Studia in Honorem Lajos Kovács. Károli Gáspár Református Egyetem Állam-és Jogtudományi Kar, Budapest, 2014.
- A dánosi rablógyilkosság ügyésze. Ügyészek Lapja, 2014/2. szám. [2016. január 18-i dátummal az eredetiből archiválva]. (Hozzáférés: 2016. február 13.)
- Dr. Gábor Béla a daktiloszkópia első magyar szakértője. Belügyi Szemle 2014/3. szám. [2016. január 19-i dátummal az eredetiből archiválva]. (Hozzáférés: 2016. február 13.)
- „Sztojka Párnó. Egy „kóborcigány” bűnöző élete”. Börtönügyi Szemle 2015 (1.).
- „Az első magyarországi bankrablás”. BBC History Magazin 2014 (11.).
- A nyomozás határidejéről. Fontes Iuris, 2015/3-4. szám. [2016. március 12-i dátummal az eredetiből archiválva]. (Hozzáférés: 2016. február 13.)
- A Jó, a Rossz, és a Csúf, avagy az Ügyész, a Korrupció elleni küzdelem, és a Be. Magyar Jog. 2015. május
- Egy önkényuralmi bizonyítékértékelési elmélet továbbéléséről. Magyar Jog, 2015/9. szám. [2016. január 19-i dátummal az eredetiből archiválva]. (Hozzáférés: 2016. február 13.)
- Kriminalisztikatörténeti tanulmányok. Budapest: Patrocinium Kiadó (2015). ISBN 9789634130079
- (2015. február) „Az 1907-es cigány koncentrációs tábor és a tömeges fajüldözés legendája”. Jogtörténeti Szemle 2014 (3.).
- Az első magyarországi bankrablás Újpest, 1908, október 28. Újpesti Helytörténeti Közlemények (A BBC History-ban megjelent cikk kibővített, forrásokkal, hivatkozásokkal és jegyzetekkel ellátott változata 2015. évi I-II-III-IV. szám)
- „A szovjet foglyai1919” bronz plakett, és ami mögötte van. Büntetésvégrehajtási Szemle
- Arcképvázlatok a Fővárosi Főügyészség és jogelődjeinek vezetőiről (1945-1989). Az ügyészség az igazságszolgáltatás rendszerében. 150 év elméleti és gyakorlati tapasztalatai. Szerkesztette Bérces Viktor és Gerencsér Balázs Szabolcs. Pázmány Press. Budapest 2023. 91-127.p.
- A fürdővíz, a gyerek és a lóláb avagy, miért és kinek probléma, ha a Legfőbb Ügyész a törvényesség érdekében a Kúriához fordul. Ügyészek lapja. 2023/4
- „Kóborcigányok” és csendőrök a dualizmus végi Magyarországon. 65 Studia in Honorem Ágnes Czine. Károli Gáspár Református Egyetem Állam-és Jogtudományi Kar Budapest, 2023
- Ötéves büntetőeljárási törvényünk néhány gyakorlati tapasztalata. Magyar Jog. 2024. március
- A közös nyomozócsoportok működése a magyar (és az európai) gyakorlatban. 60 Studia in Honorem Andrea Domokos. Károli Gáspár Református Egyetem Állam-és Jogtudományi Kar Budapest, 2024Arcképvázlatok a Fővárosi Főügyészség és jogelődjeinek vezetőiről (1945-1989). Az ügyészség az igazságszolgáltatás rendszerében. 150 év elméleti és gyakorlati tapasztalatai. Szerkesztette Bérces Viktor és Gerencsér Balázs Szabolcs. Pázmány Press. Budapest 2023. 91-127.p.
- A fürdővíz, a gyerek és a lóláb avagy, miért és kinek probléma, ha a Legfőbb Ügyész a törvényesség érdekében a Kúriához fordul. Ügyészek lapja. 2023/4
- „Kóborcigányok” és csendőrök a dualizmus végi Magyarországon. 65 Studia in Honorem Ágnes Czine. Károli Gáspár Református Egyetem Állam-és Jogtudományi Kar Budapest, 2023
- Ötéves büntetőeljárási törvényünk néhány gyakorlati tapasztalata. Magyar Jog. 2024. március
- A közös nyomozócsoportok működése a magyar (és az európai) gyakorlatban. 60 Studia in Honorem Andrea Domokos. Károli Gáspár Református Egyetem Állam-és Jogtudományi Kar Budapest, 2024